# Adolf Atlas
Adolf Atlas (ur. 15 marca 1890 w Rzeszowie, zm. 20 września 1963 w Stanach Zjednoczonych) – polski Żyd, doktor praw, adwokat, porucznik piechoty Wojska Polskiego.

## Życiorys

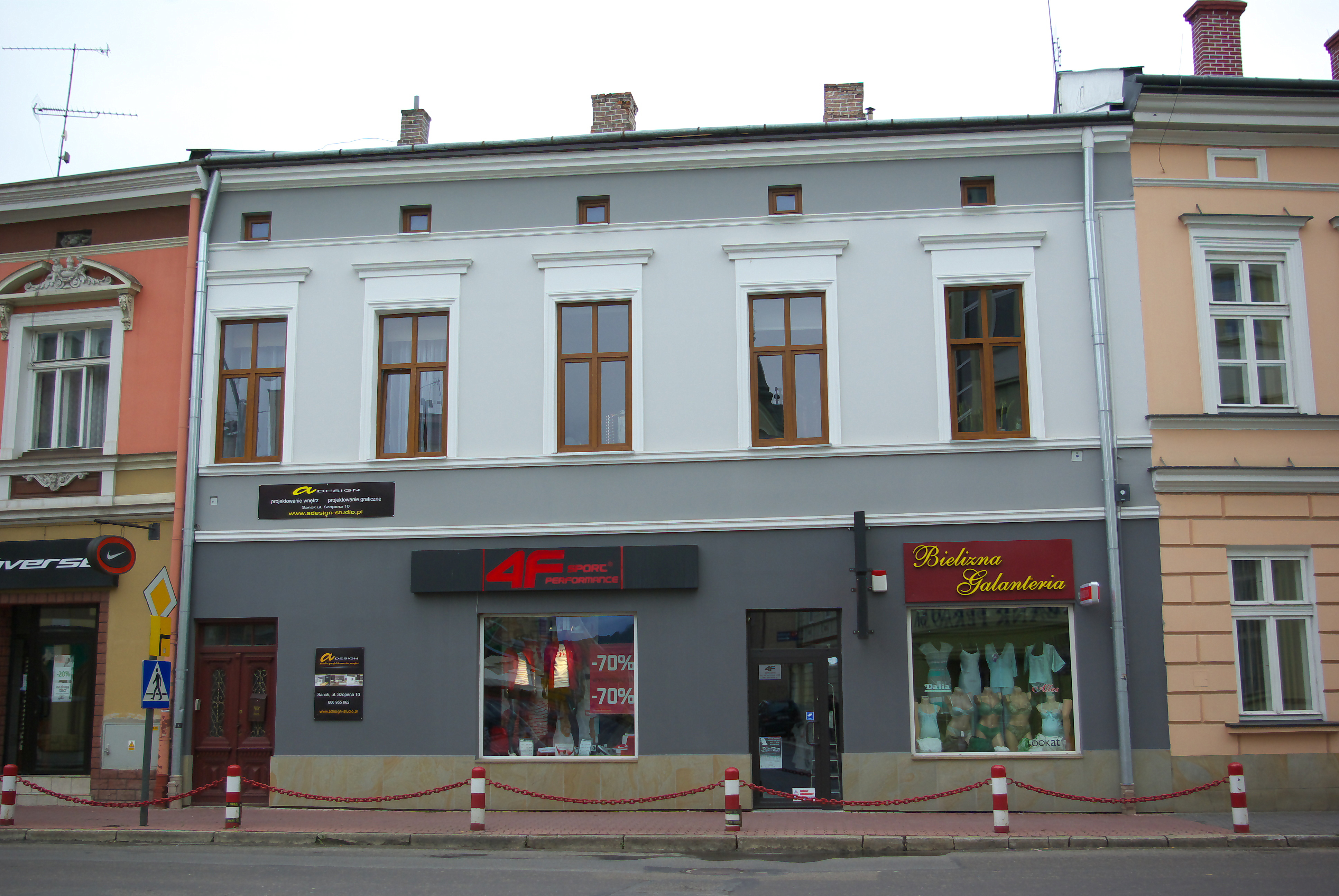
Kamienica przy ulicy Tadeusza Kościuszki 3 w Sanoku

Urodził się 15 marca lub 15 sierpnia 1890. Uczył się w C. K. Gimnazjum Męskim w Sanoku. Po zakończeniu I wojny światowej i odzyskaniu przez Polskę niepodległości jako ochotnik wstąpił do 3 Batalionu Strzelców Sanockich, w szeregach którego uczestniczył w wojnie polsko-ukraińskiej. Został przyjęty do Wojska Polskiego i awansowany do stopnia porucznika rezerwy piechoty ze starszeństwem z 1 czerwca 1919. Brał udział w wojnie polsko-bolszewickiej. Został ranny pod Narajówką w maju 1920, przebywał w niewoli. Odzyskał wolność wskutek dokonanej wymiany jeńców. W wyniku uszczerbku na zdrowiu był inwalidą. W 1923 był przydzielony do 2 Pułku Strzelców Podhalańskich w Sanoku, jako oficer rezerwowy – niezdolny do służby wojskowej.
Ukończył studia prawnicze uzyskując tytuł naukowy doktora praw. Był adwokatem w Sanoku do 1939. Sprawował funkcję wiceprezesa Związku Żydów Uczestników Walk o Niepodległość Polski w Sanoku. Jako publicysta „Codziennej Gazety Handlowej” 24 maja 1933 otrzymał ex aequo drugą nagrodę przyznaną przez Stowarzyszenie Dziennikarzy i Publicystów Gospodarczych w konkursie zorganizowanym przez PKO na temat „Znaczenie i warunki kapitalizacji w Polsce w dobie obecnej” (drugim nagrodzonym był dr Roman Battaglia). W połowie 1939 został wybrany radnym Rady Miasta Sanoka w jej ostatniej w historii II Rzeczypospolitej kadencji. Do 1939 zamieszkiwał przy w kamienicy przy ulicy Tadeusza Kościuszki 3 (do początku lat 30. pod numerem 60; mieścił się w niej także sklep Michała Słuszkiewicza).
Po II wojnie światowej przebywał na emigracji w Stanach Zjednoczonych w Nowym Jorku. Zmarł w tym kraju jako Adolph Atlas 20 września 1963 i został pochowany na cmentarzu Riverside w Saddle Brook w hrabstwie Bergen w stanie New Jersey.
W Sanoku żyli także Salomon Atlas (lekarz dentysta), Henryk Atlas (ur. 1878, zm. 18 października 1926 w Sanoku, doktor praw, adwokat działający także w kamienicy M. Słuszkiewicza, podporucznik rez. WP).

## Odznaczenia
- Krzyż Walecznych
- Odznaka Honorowa „Orlęta”